# Mats Kihlström
Mats Bernhard Kihlström (* 3. Januar 1964 in Ludvika) ist ein ehemaliger schwedischer Eishockeyspieler und jetziger -funktionär. 

## Karriere
Mats Kihlström begann seine Karriere als Eishockeyspieler beim Södertälje SK, für dessen Profimannschaft er in der Saison 1981/82 sein Debüt in der zweitklassigen Division 1 gab. In der folgenden Spielzeit gelang ihm mit seiner Mannschaft der Aufstieg in die Elitserien. Dort trat der Verteidiger in der Saison 1983/84 ebenfalls für Södertälje an, ehe er zwei Jahre beim Ligarivalen Brynäs IF verbrachte. Anschließend kehrte er zum Södertälje SK zurück, mit dem er in der Saison 1991/92 in die Division 1 abstieg. Im Anschluss an die Saison 1992/93 beendete er seine aktive Karriere im Alter von 29 Jahren. 
In der Saison 2009/10 war Kihlström als Sportchef bei seinem Stammverein Södertälje SK tätig.

### International
Für Schweden nahm Kihlström im Juniorenbereich an den U18-Junioren-Europameisterschaften 1981 und 1982 sowie den U20-Junioren-Weltmeisterschaften 1983 und 1984 teil. Bei der U18-EM 1981 gewann er mit seiner Mannschaft die Bronze-, bei der U18-EM 1982 die Goldmedaille.
Im Seniorenbereich stand er im Aufgebot seines Landes bei den Weltmeisterschaften 1985, 1986, 1987 und 1989 sowie bei den Olympischen Winterspielen 1988 in Calgary. Bei der WM 1986 gewann er mit Schweden die Silber-, bei der WM 1987 die Goldmedaille. Bei den Winterspielen 1988 erreichte er mit seiner Mannschaft die Bronzemedaille.

## Erfolge und Auszeichnungen
- 1983 Aufstieg in die Elitserien mit dem Södertälje SK

### International
- 1981 Bronzemedaille bei der U18-Junioren-Europameisterschaft
- 1982 Goldmedaille bei der U18-Junioren-Europameisterschaft
- 1986 Silbermedaille bei der Weltmeisterschaft
- 1987 Goldmedaille bei der Weltmeisterschaft
- 1988 Bronzemedaille bei den Olympischen Winterspielen